# Kloosterbos (Aalten)

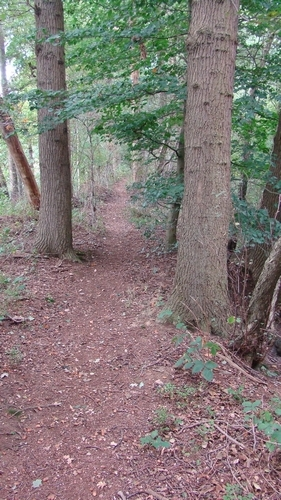
landweer in het Kloosterbos

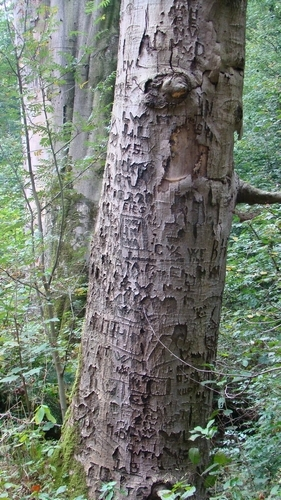
De "Twaalf Apostelen"

Het Kloosterbos is een bos dat deel uitmaakt van landgoed 't Klooster noordelijk gelegen van Bredevoort in de buurtschap 't Klooster in de Nederlandse provincie Gelderland. Het is tevens (naast negentien andere gebieden) onderdeel van het in 2005 door de Nederlandse overheid uitgeroepen Nationaal Landschap Winterswijk, een gebied van totaal bijna 22.000 hectare groot.

## Geschiedenis

### Landgoed
Het landgoed heeft totaal een omvang heeft van 66 hectare. Het bestaat behalve uit bos (circa 18 hectare) uit agrarische gronden en enkele boerderijen. Al sinds de prehistorie worden de hoger gelegen delen bewoond. Dat is af te leiden aan de hand van archeologische vondsten in het gebied tussen Aalten en Barlo variërend van vuurstenen werktuigen uit de Steentijd, tot urnen uit de IJzertijd. De woeste gronden (veen en heide) waren ongeschikt voor landbouw, het gebied werd gebruikt voor het weiden van schapen en afplaggen. In de omgeving zijn dan ook enkele eenmansessen te vinden. Rondom de essen worden landweerwallen aangelegd als veekering. In 1429 werd tussen de Schaarsheide en de Schaarsbeek het Klooster Schaer gesticht. Dat klooster had bezittingen over de hele graafschap Zutphen. De Schaarsbeek ontspringt in het laatste hoogveengebied van Nederland, het Korenburgerveen en mondt uit in de Grote Gracht van Bredevoort.

### Verpachting
De familie Mensink laat vanaf 1900 de heide ontginnen. In 1903 wordt de eerste boerderij gebouwd, "Heidelust" dat later "Weidelust" genoemd werd. Zowel boerderij als gronden zijn altijd verpacht geweest. Omstreeks de jaren 1930 was de situatie zo slecht dat de gronden nauwelijks verpacht konden worden.

## Achtergrond
Het Kloosterbos zelf bestaat uit een klein bosperceel met landweren, de Kloosterschans. He gebied ligt op een plateau-achtige terrasrest die is ontstaan onder invloed van landijs. De bodem bestaat uit gooreerdgronden, veldpodzolgronden met zowel grind als keileem als ondergrond. De keileemlaag ligt tussen de 40 cm en 120 cm onder het maaiveld en is gemiddeld 20 cm dik. Het gebied ligt ongeveer op 28,5 meter boven NAP, het beekdal ter hoogte van de Schaarsbeek ligt ongeveer 10 meter lager. In het midden van de Kloosterdijk staan de Twaalf Apostelen, oude beuken waarvan er inmiddels nog maar acht van over zijn. Tonny te Loo schreef over deze bomen het boekje De Twaalf Apostelen en 38 andere verhalen. Ter hoogte van deze bomen stroomt nog een ongekanaliseerd beekje die uitmondt in de Schaarsbeek.